# Discografia de Super Junior

Esta é a discografia da boy band sul-coreana Super Junior, produzida pela empresa e gravadora SM Entertainment.
Desde sua estreia em 2005, o grupo já lançou um total de nove álbuns de estúdio, diversos singles, tanto na Coreia do Sul como no Japão, DVDs de suas grandiosas turnês e seis álbuns ao vivo. Além disso, Super Junior já contribuiu para diversas trilhas sonoras, além de lançamentos em colaboração com outros artistas.
Ao longo dos anos, Super Junior foi dividido em pequenos grupos diferentes, visando atingir um número maior de público e estilos musicais diferenciados. Mesmo que os subgrupos não sejam tão bem-sucedidos comercialmente como o grupo principal, eles acabam atraindo o olhar da crítica e do público de maneira diferenciada. O subgrupo Super Junior-T, por exemplo, trouxe a influência da música trot, gênero musical muito popular na Coreia do Sul até a  década de 1980, para a geração mais jovem; enquanto o Super Junior-M é creditado como um grupo musical bastante influente na indústria da música chinesa.
A boy band vendeu mais de 1,7 milhão de cópias físicas apenas nos últimos cinco anos, com seus trabalhos mais recentes. Apesar de ter obtido grande sucesso nacional desde sua estreia, o grupo tornou-se internacionalmente conhecido após lançamento de seu hit sinlgle "Sorry, Sorry", em 2009, do álbum homônimo, que se transformou em um êxito de vendas na Coreia e em diversos países asiáticos. O grupo já lançou e contribuiu para mais de 20 álbuns, sendo o artista de K-pop que mais vendeu por três anos consecutivos, sendo seu quinto álbum de estúdio, Mr. Simple, o primeiro a ultrapassar meio milhão de cópias vendidas na Coreia do Sul desde o lançamento de Mirotc, da boy band TVXQ, em 2008.

## Super Junior
Os lançamentos a seguir, exceto o álbum de estreia, SuperJunior05 (Twins) e o single com TVXQ, Show Me Your Love, ambos lançados sobre o nome de Super Junior 05, foram lançados e creditados sobre o nome Super Junior. Até 2008, os rankings e os dados de vendas foram atendidos pela extinta Music Industry Association of Korea (MIAK). A partir de fevereiro de 2010, o Gaon Chart foi lançado com os dados de 2009. Todos os lançamentos são em coreano, a não ser quando for especificado.

### Álbuns de estúdio
| SuperJunior05 (Twins)                                                              | Lançamento: 5 de dezembro de 2005 Gravadora: SM Entertainment Formatos: Cassette, CD, download digital                                                                               | 3  | —  | 16 | — | —  | : 180.478+                     | —          |
| Don't Don                                                                          | - Lançamento: 20 de setembro de 2007 - Relançamento: 5 de novembro de 2007 - Gravadora: SM Entertainment - Formatos: Cassette, CD, DVD, download digital                             | 1  | 55 | 1  | — | —  | : 225.482+                     | —          |
| Sorry, Sorry                                                                       | Lançamento: 12 de março de 2009 Relançamento: 14 de maio de 2009 Gravadora: SM Entertainment Formatos: CD, DVD, download digital                                                     | 1  | 33 | 1  | — | —  | : 335.150+                     | —          |
| Bonamana                                                                           | Lançamento: 13 de maio de 2010 Relançamento: 28 de junho de 2010 Gravadora: SM Entertainment Formatos: CD, DVD, download digital                                                     | 1  | 15 | 1  | 7 | —  | : 416.239+ : 30.615+           | —          |
| Mr. Simple                                                                         | Lançamento: 3 de agosto de 2011 Relançamento (A-Cha): 19 de setembro de 2011 Gravadora: SM Entertainment Formatos: CD, download digital                                              | 1  | 17 | 1  | 3 | —  | : 559.062+ : 54.498+ : 5.000+  | —          |
| Sexy, Free & Single                                                                | Lançamento: 4 de julho de 2012 Relançamento (Spy): 5 de agosto de 2012 Gravadora: SM Entertainment Formatos: CD, download digital                                                    | 1  | 5  | 1  | 3 | 37 | : 497.428+ : 73.285+           | —          |
| Mamacita                                                                           | Lançamento: 1 de setembro de 2014 Relançamento (This Is Love): 27 de outubro de 2014 Gravadora: SM Entertainment Formatos: CD, download digital                                      | 1  | 3  | 1  | 1 | 39 | : 413.869+ : 37.410+           | —          |
| Devil                                                                              | Lançamento: 16 de julho de 2015 Relançamento (Magic): 16 de setembro de 2015 Gravadora: SM Entertainment Formatos: CD, download digital                                              | 2  | 8  | —  | — | —  | : 262.725+ : 33.401+           | —          |
| Play                                                                               | Lançamento: 6 de novembro de 2017 Relançamento (Pause): 28 de novembro de 2017 Relançamento (Replay): 12 de abril de 2018 Gravadora: SM Entertainment Formatos: CD, download digital | 1  | 16 | —  | 3 | 15 | : 438.836+ : 23.419+ : 50.621+ | —          |
| Time_Slip                                                                          | Lançamento: 14 de outubro de 2019 Relançamento (TIMELINE): 6 de novembro de 2019 Gravadora: SM Entertainment Formatos: CD, download digital                                          | 1  | 7  | —  | 9 | —  | : 365.751+ : 10.541+ : 1.000+  | —          |
| Em japonês                                                                         | |    |    |    |   |    |                                |            |
| Hero                                                                               | Lançamento: 24 de julho de 2013 Gravadora: Avex Trax Formatos: CD, DVD, download digital                                                                                             | 10 | 2  | —  | — | —  | : 121,768+ : 4,223+            | RIAJ: Ouro |
| "—" indica lançamentos que não figuraram nas paradas ou não foram lançados no país | |    |    |    |   |    |                                |            |

### Álbuns ao vivo
| Super Show Concert Album                                                           | - Lançamento: 19 de maio de 2008 - Formatos: CD, download digital     | 1 | 230 | —       |
| Super Show 2 Concert Album                                                         | - Lançamento: 10 de dezembro de 2009 - Formatos: CD, download digital | 1 | 81  | —       |
| Super Show 3 Concert Album                                                         | - Lançamento: 24 de outubro de 2011 - Formatos: CD, download digital  | 2 | 3   | 30,951+ |
| Super Show 4 Concert Album                                                         | - Lançamento: 28 de junho de 2013 - Formatos: CD, download digital    | 2 | —   | 20,263+ |
| Super Show 5 Concert Album                                                         | - Lançamento: 6 de novembro de 2015 - Formatos: CD, download digital  | — | —   | —       |
| Super Show 6 Concert Album                                                         | - Lançamento: 6 de novembro de 2015 - Formatos: CD, download digital  | — | —   | —       |
| "—" indica lançamentos que não figuraram nas paradas ou não foram lançados no país |                                                                       |   |     |         |

### Singles

#### Singles coreanos
| 2005                                                                               | "Twins (Knock Out)"                                            | —  | —  | —                            | SuperJunior05 (Twins)                 |
| 2006                                                                               | "Miracle"                                                      | —  | —  | —                            | SuperJunior05 (Twins)                 |
| 2006                                                                               | "U"                                                            | —  | —  | 92,000+ (CD) 1,700,000+ (DL) | Lançamento sem álbum                  |
| 2006                                                                               | "Dancing Out"                                                  | —  | —  | —                            | 2006 Summer SMTown                    |
| 2007                                                                               | "Full of Happiness"                                            | —  | —  | —                            | 2007 Summer SMTown – Fragile          |
| 2007                                                                               | "Don't Don"                                                    | —  | —  | 1,478,468+                   | Don't Don                             |
| 2007                                                                               | "Marry U"                                                      | —  | —  | —                            | Don't Don                             |
| 2009                                                                               | "Sorry, Sorry"                                                 | —  | —  | 3,898,678+                   | Sorry, Sorry                          |
| 2009                                                                               | "It's You"                                                     | 1  | —  | —                            | Sorry, Sorry                          |
| 2010                                                                               | "Bonamana"                                                     | 8  | —  | 1,264,311+                   | Bonamana                              |
| 2010                                                                               | "No Other"                                                     | 20 | —  | —                            | Bonamana                              |
| 2011                                                                               | "Mr. Simple"                                                   | 1  | 4  | 1,899,728+                   | Mr. Simple                            |
| 2011                                                                               | "Superman"                                                     | —  | —  | —                            | Mr. Simple                            |
| 2011                                                                               | "A-Cha"                                                        | 14 | 19 | 710,531+                     | Mr. Simple                            |
| 2011                                                                               | "Santa U Are The One"                                          | —  | —  | 160,238+                     | 2011 Winter SMTown – The Warmest Gift |
| 2012                                                                               | "Sexy, Free & Single"                                          | 5  | 15 | 872,657+                     | Sexy, Free & Single                   |
| 2012                                                                               | "Spy"                                                          | 10 | 20 | 440,202+                     | Sexy, Free & Single                   |
| 2014                                                                               | "Mamacita"                                                     | 11 | —  | 152,933+                     | Mamacita                              |
| 2014                                                                               | "This Is Love"                                                 | 62 | —  | —                            | Mamacita                              |
| 2015                                                                               | "Devil"                                                        | 21 | —  | 215,894+                     | Devil                                 |
| 2015                                                                               | "Magic"                                                        | 87 | —  | —                            | Devil                                 |
| 2017                                                                               | "One More Chance"                                              | 85 | —  | 20,443+                      | Play                                  |
| 2017                                                                               | "Black Suit"                                                   | 23 | —  | 92,923+                      | Play                                  |
| 2018                                                                               | "Lo Siento" (com participação de Leslie Grace e Play-N-Skillz) | —  | —  | 2,000+                       | Play                                  |
| 2018                                                                               | "Super Duper"                                                  | —  | —  | —                            | Replay                                |
| 2018                                                                               | "Animals"                                                      | —  | —  | —                            | One More Time                         |
| 2018                                                                               | "One More Time (Otra Vez)" (featuring Reik)                    | —  | —  | 1,000+                       | One More Time                         |
| 2019                                                                               | "Show"                                                         | —  | —  | —                            | Time_Slip                             |
| 2019                                                                               | "Somebody New"                                                 | —  | —  | —                            | Time_Slip                             |
| 2019                                                                               | "The Crown"                                                    | —  | —  | —                            | Time_Slip                             |
| 2019                                                                               | "I Think I"                                                    | —  | —  | —                            | Time_Slip                             |
| 2019                                                                               | "Super Clap"                                                   | 83 | —  | —                            | Time_Slip                             |
| "—" indica lançamentos que não figuraram nas paradas ou não foram lançados no país |                                                                |    |    |                              |                                       |

#### Singles japoneses
| 2008                           | "U/Twins"             | 8  | 21,379+  | —          | Lançamento sem álbum |
| 2008                           | "Marry U"             | 20 | 8,705+   | —          | Lançamento sem álbum |
| 2011                           | "Bonamana"            | 2  | 69,875+  | —          | Hero                 |
| 2011                           | "Mr. Simple"          | 2  | 110,608+ | RIAJ: Ouro | Hero                 |
| 2012                           | "Opera"               | 3  | 184,469+ | RIAJ: Ouro | Hero                 |
| 2012                           | "Sexy, Free & Single" | 2  | 123,140+ | RIAJ: Ouro | Hero                 |
| 2013                           | "Blue World"          | 3  | 77,026+  | —          | Lançamento sem álbum |
| 2014                           | "Mamacita-Ayaya-"     | 1  | 69,498+  | —          | Lançamento sem álbum |
| 2016                           | "Devil/Magic"         | 2  | 55,226+  | —          | Lançamento sem álbum |
| 2017                           | "On and On"           | —  | —        | —          | Lançamento sem álbum |
| 2018                           | "One More Time"       | 3  | 48,758+  | —          | Lançamento sem álbum |
| 2019                           | "I Think I"           | —  | —        | —          | Lançamento sem álbum |
| "—" indica falta de informação |                       |    |          |            |                      |

#### Colaborações em singles
| Ano  | Título                               | Melhores posições nas paradas | Melhores posições nas paradas | Vendas                 | Álbum                |
| Ano  | Título                               | COR                           | COR Hot 100                   | Vendas                 | Álbum                |
| ---- | ------------------------------------ | ----------------------------- | ----------------------------- | ---------------------- | -------------------- |
| 2005 | "Show Me Your Love" (com TVXQ)       | 1                             | —                             | Coreia do Sul: 67,000+ | Lançamento sem álbum |
| 2009 | "S.E.O.U.L." (com Girls' Generation) | 9                             | —                             |                        | Lançamento sem álbum |

#### Singles solo
| Ano  | Título                        | Artista                                                | Lançamento             |
| ---- | ----------------------------- | ------------------------------------------------------ | ---------------------- |
| 2007 | Someone Special               | Sungmin, Dana e Lina                                   | 9 de março de 2007     |
| 2009 | Happy Bubble                  | Donghae, Kyuhyun e Han Ji Min                          | 20 de agosto de 2009   |
| 2010 | Strong Heart                  | Donghae e Chance                                       | 21 de julho de 2010    |
| 2010 | Tok Tok Tok                   | Leeteuk, Heechul, Shindong, Sungmin, Eunhyuk e Donghae | 16 de agosto de 2010   |
| 2010 | Falling in Love with a Friend | Ryeowook e Beige                                       | 30 de setembro de 2010 |
| 2011 | Please                        | Leeteuk e Shindong                                     | 16 de janeiro de 2011  |
| 2011 | Grumbling                     | Leeteuk e Krystal Jung                                 | 29 de janeiro de 2011  |
| 2011 | Ice Cream                     | Leeteuk e JOO                                          | 16 de maio de 2011     |
| 2011 | Breakup Are So Like Me        | Heechul e Kim Jang Hoon                                | 26 de setembro de 2011 |
| 2011 | Dreams Come True              | Donghae e Seohyun                                      | 11 de outubro de 2011  |
| 2011 | Late Autumn                   | Kyuhyun                                                | 27 de outubro de 2011  |
| 2013 | T'ple Couple Want It          | Kyuhyun e Seohyun                                      | 9 de julho de 2013     |

### Contribuições em trilhas sonoras
| Título                                        | Lançamento                                            | Canções                                              | Artista                                                                                    |
| --------------------------------------------- | ----------------------------------------------------- | ---------------------------------------------------- | ------------------------------------------------------------------------------------------ |
| Rainbow Romance OST                           | 12 de julho de 2006                                   | "Can It Be Love?"                                    | Heechul, Kibum                                                                             |
| H.I.T OST                                     | 4 de abril de 2007                                    | - "Success" - "H.I.T"                                | - Yesung, Sungmin, Donghae, Ryeowook - Yesung, Kangin, Sungmin, Donghae, Ryeowook, Kyuhyun |
| Attack on the Pin-Up Boys OST                 | 26 de julho de 2007                                   | - 1. "Wonder Boy" - 5. "Are you ready?"              | - Super Junior - Yesung                                                                    |
| Thirty Thousand Miles In Search of My Son OST | 22 de novembro de 2007                                | "Our Love" (Drama Ver.)                              | Super Junior                                                                               |
| Single Dad In Love OST                        | abril de 2008                                         | "Don't Cry"                                          | Shindong e Bongi                                                                           |
| Tazza OST                                     | 30 de setembro de 2008 (Digital) 9 de outubro de 2008 | "Love Really Hurts"                                  | Yesung                                                                                     |
| Xanadu OST                                    | 15 de outubro de 2008                                 | - "Suddenly" - "Don't Walk Away"                     | Kangin Heechul                                                                             |
| Namhan Sansung Musical OST                    | 23 de setembro de 2009                                | "The Trap of North Gate"                             | Yesung                                                                                     |
| The Royal Musical OST                         | 9 de outubro de 2009                                  | "I Akilla You"                                       | Sungmin                                                                                    |
| Loving You a Thousand Times OST (Part 2)      | 6 de novembro de 2009                                 | "초별" (Chobyul, First Star)                         | Heechul                                                                                    |
| Pasta OST                                     | 4 de janeiro de 2010                                  | "Listen... To You"                                   | Kyuhyun                                                                                    |
| Cinderella's Sister OST                       | 15 de abril de 2010                                   | "It Has To Be You"                                   | Yesung                                                                                     |
| Oh! My Lady OST (Part 3)                      | 10 de maio de 2010                                    | "Motnatjyo" (못났죠)                                 | Siwon                                                                                      |
| Dream Come True OST                           | 20 de maio de 2010                                    | - 1. "Victory Korea" - 2. "Victory Korea" (OST Ver.) | Super Junior                                                                               |
| Baker King, Kim Tak Goo OST (Part 5)          | 5 de agosto de 2010                                   | "Hope Is A Dream That Doesn't Sleep"                 | Kyuhyun                                                                                    |
| HARU OST                                      | 8 de outubro de 2010 (Digital) 18 de novembro de 2010 | "Angel"                                              | Sungmin, Eunhyuk, Donghae, Ryeowook e Kyuhyun                                              |
| Home Sweet Home OST (Part 3)                  | 11 de novembro de 2010                                | "Smile Again"                                        | Ryeowook                                                                                   |
| The President OST (Part 1)                    | 15 de dezembro de 2010                                | "Biting My Lips"                                     | Ryeowook, Kyuhyun e Sungmin                                                                |
| It's Okay, Daddy's Girl OST (Part 3)          | 22 de dezembro de 2010                                | "Just Like Now"                                      | Donghae e Ryeowook                                                                         |
| The President OST (Part 2)                    | 30 de dezembro de 2010                                | "Loving You"                                         | Yesung e Luna                                                                              |
| Paradise Ranch OST (Part 2)                   | 31 de janeiro de 2011                                 | "Waiting For You"                                    | Yesung                                                                                     |
| Spy Myung-wol OST (Part 3)                    | 18 de julho de 2011                                   | "If You Love More"                                   | Ryeowook                                                                                   |
| Warrior Baek Dong-soo OST (Part 2)            | 18 de julho de 2011                                   | "For One Day"                                        | Yesung                                                                                     |
| Poseidon OST (Part 2)                         | 10 de outubro de 2011                                 | "The Way to Break Up"                                | Kyuhyun                                                                                    |
| History of a Salaryman OST (Part 2)           | 3 de janeiro de 2012                                  | "Bravo"                                              | Leeteuk e Key                                                                              |
| God of War OST (Part 1)                       | 16 de março de 2012                                   | "Rain of Blades"                                     | Kyuhyun                                                                                    |
| I Need a Fairy OST (Part 2)                   | 29 de março de 2012                                   | "Oh Wa"                                              | Sungmin                                                                                    |
| I Do, I Do OST (Part 1)                       | 31 de maio de 2012                                    | "She Over Flowers"                                   | Yesung                                                                                     |
| Ms Panda and Mr Hedgehog OST                  | 20 de agosto de 2012                                  | "Please Don’t"                                       | Donghae                                                                                    |
| To the Beautiful You OST (Part 3)             | 29 de agosto de 2012                                  | "Beautiful You"                                      | Kyuhyun e Tiffany                                                                          |
| The Great Seer OST                            | 14 de novembro de 2012                                | "Just Once"                                          | Kyuhyun                                                                                    |
| The King of Dramas OST                        | 26 de novembro de 2012                                | "Blind for Love"                                     | Yesung                                                                                     |
| That Winter, the Wind Blows OST               | 13 de fevereiro de 2012                               | Carbon Paper                                         | Yesung                                                                                     |
| The Croods OST                                | 29 de abril de 2013                                   | Shine Your Way (Korean Ver.)                         | Kyuhyun e Luna                                                                             |
| High School Musical OST                       | 19 de junho de 2013                                   | Start of Something New (Korean Ver.)                 | Ryeowook e Luna                                                                            |
| The Queen's Classroom OST                     | 26 de julho de 2013                                   | Maybe Tomorrow                                       | Ryeowook                                                                                   |

### Colaborações
| Ano  | Detalhes | Contribuição                                 | Artista(s)         |
| ---- | --- | -------------------------------------------- | ------------------ |
| 2007 | Hanbeon deo, OK? - Artista: The Grace - Lançamento: 4 de maio de 2007                                       | 10. "Just For One Day"                       | Kyuhyun            |
| 2007 | The 2nd Asia Tour Concert 'O' Live - Artista: TVXQ - Lançamento: 18 de junho de 2007                        | 17. "Spokes Man"                             | Donghae            |
| 2008 | I Will - Artista: Zhang Liyin - Lançamento: 28 de março de 2008 - Idioma: Mandarim e Coreano                | 1. "Intro (First Love)"                      | Han Geng           |
| 2008 | Mirotic - Artista: TVXQ - Lançamento: 12 de novembro de 2008                                                | 6. "Wish"                                    | Ryeowook e Kyuhyun |
| 2008 | Sang Geun's Wish - Artist: Vários - Lançamento: 23 de dezembro de 2008                                      | 4. "Now We Go To Meet"                       | Yesung e Sungmin   |
| 2009 | Yoo Young Suk 20th Anniversary Special Album Part. 1 - Artista: Vários - Lançamento: 30 de junho de 2009    | 1. "7 Years Of Love"                         | Kyuhyun            |
| 2010 | 2010 G-20 Seoul summit theme song - Artista: Vários - Lançamento: 15 de outubro de 2010                     | "Let's Go"                                   | Sungmin            |
| 2010 | SM The Ballad Vol. 1 – 너무 그리워 (Miss You) - Artista: SM The Ballad - Lançamento: 29 de novembro de 2010 | 1. "Miss You" 2. "Hot Times" 3. "Love Again" | Kyuhyun            |
| 2011 | Cooperation Album Part. 1 - Artista: Vários - Lançamento: 15 de julho de 2011                               | 1. "I am Behind You"                         | Yesung             |
| 2012 | PYL Younique Volume 1 - Artista: Younique Unit - Lançamento: 31 de outubro de 2012                          | 3. "Maxstep"                                 | Eunhyuk e Henry    |
| 2012 | Spectrum - Artista: SM The Performance - Lançamento: 30 de dezembro de 2012                                 | 1. Spectrum                                  | Eunhyuk e Donghae  |
| 2013 | Hwang Sung Jae Project Album Super Hero - Artista: Varios - Lançamento: 31 de maio de 2013                  | 1. Love Dust                                 | Kyuhyun            |

### Fotolivros
Fotolivros
| Ano  | Título                                                  | Lançamento       | Formato                   |
| ---- | ------------------------------------------------------- | ---------------- | ------------------------- |
| 2007 | Boys in City Kuala Lumpur                               | janeiro de 2007  | CD                        |
| 2008 | Boys in City Season 2 Tokyo                             | dezembro de 2008 | DVD, impresso             |
| 2009 | Boys in City Season 3 Hong Kong                         | abril de 2009    | DVD, impresso             |
| 2012 | Boys in City Season 4 - Paris                           | novembro de 2012 | DVD, impresso             |
| 2013 | Super Junior Memory in Hawaii                           | novembro de 2013 | DVD, impresso (2 versões) |
| 2014 | All About Super Junior "Treasure Within Us" DVD Preview | julho de 2014    | DVD, Impresso             |

Fotolivros de concertos
| Ano  | Título                                  | Lançamento     | Formato  |
| ---- | --------------------------------------- | -------------- | -------- |
| 2011 | Super Show 3 The 3rd Asia Tour Concert  | julho de 2011  | Impresso |
| 2012 | Super Show 4 The 4th World Tour Concert | agosto de 2012 | Impresso |

Fotolivros de viagens
| Ano  | Título                          | Lançamento     | Formato              |
| ---- | ------------------------------- | -------------- | -------------------- |
| 2013 | Super Junior's Experience Korea | agosto de 2013 | Impresso (2 volumes) |

## Super Junior-K.R.Y.
Os lançamentos a seguir são creditados sobre o nome de Super Junior-K.R.Y., o primeiro subgrupo oficial do Super Junior. Formado em 2006, o grupo consiste dos integrantes Kyuhyun, Ryeowook e Yesung. O estilo musical principal do trio são as baladas.

### Singles
| 2013                                                                                     | Promise You - Lançamento: 23 de janeiro de 2013 - Idioma: Japonês - Formato: CD, CD+DVD | — | 1 | Japão: · 69,067+ · Coreia do Sul: · 8,995+ |
| 2015                                                                                     | JOIN HANDS - Lançamento: 05 de agosto de 2015 - Idioma: Japonês - Formato: CD, CD+DVD   | — | 3 | Japão: · 34,152+ ·                         |
| "—" indica lançamentos que não figuraram nas paradas ou não foram lançados nessa região. |                                                                                         |   |   |                                            |

### Contribuições em trilhas sonoras
| Título                                        | Lançamento             | Gravadora        | Canções                                                     |
| --------------------------------------------- | ---------------------- | ---------------- | ----------------------------------------------------------- |
| Hyena OST                                     | 3 de novembro de 2006  | SM Entertainment | - The Night Chicago Died - The One I Love - Smile (Kyuhyun) |
| Snow Flower OST                               | 14 de dezembro 2006    | Seoul Records    | - Stop Walking By                                           |
| Billy Jean Look At Me OST                     | 24 de janeiro de 2007  | SM Entertainment | - Just You                                                  |
| Partner OST                                   | 23 de junho de 2009    |                  | - Dreaming Hero                                             |
| Superstar K3 theme song - Mnet                | 15 de abril de 2011    | CJ E&M           | - Fly                                                       |
| Yoon Il Sang 21st Anniversary 'I’m 21' Part 2 | 18 de janeiro de 2012  |                  | - Reminiscence                                              |
| To the Beautiful You OST                      | 29 de agosto de 2012   | SM Entertainment | - Sky                                                       |
| Ms Panda and Mr Hedgehog OST                  | 11 de setembro de 2012 |                  | - Loving You                                                |

## Super Junior-T
Os lançamentos a seguir são creditados sobre o nome de Super Junior-T, o segundo subgrupo oficial do Super Junior. Formado em 2007, o grupo é formado por Leeteuk, Heechul, Kangin, Shindong, Sungmin e Eunhyuk. O estilo musical do grupo é o trot, estilo que ficou famoso na Coreia do Sul na década de 1980.

### Singles
| 1º                                                                                      | 2007 | "Rokkugo!!!" ("로꾸거!!!") - Lançamento: 23 de fevereiro de 2007 - Idioma: Coreano - Formato: CD, DVD | 1 | –  | 46,000+ (Versão coreana) |
| 2º                                                                                      | 2008 | "Rock&Go" (com Moeyan) - Lançamento: 5 de novembro de 2008 - Idioma: Japonês - Formato: CD, DVD       | – | 14 | –                        |
| "—" ndica lançamentos que não figuraram nas paradas ou não foram lançados nessa região. |      | |   |    |                          |

## Super Junior-M
Os lançamentos a seguir são creditados sobre o nome de Super Junior-M, o terceiro subgrupo oficial do Super Junior. Formado em 2008, o grupo era formado por Han Geng, Donghae, Siwon, Ryeowook, Kyuhyun e dois integrantes que não fazem parte do Super Junior, Henry e Zhou Mi. Com a saida de Han Geng do grupo principal e consequentemente so subgrupo, Eunhyuk e Sungmin o substituiram. O subgrupo é visto como a versão chinesa do Super Junior.

### Álbuns de estúdio
| Ano  | Detalhes                                                                                 | Vendas                 |
| ---- | ---------------------------------------------------------------------------------------- | ---------------------- |
| 2008 | 迷 (Me) - Lançamento: 2 de maio de 2008 - Idioma: Mandarim e coreano - Formato: CD, DVD  | Coreia do Sul: 10,000+ |
| 2013 | Break Down - Lançamento: 7 de janeiro de 2013 - Idioma: Mandarim e coreano - Formato: CD | Coreia do Sul: 52,409+ |

### EPs
| Ano  | Detalhes                                                                         | Vendas                                       |
| ---- | -------------------------------------------------------------------------------- | -------------------------------------------- |
| 2009 | Super Girl - Lançamento: 23 de setembro de 2009 - Idioma: Mandarim - Formato: CD | Taiwan: · 20,000+                            |
| 2011 | Perfection - Lançamento: 25 de fevereiro 2011 - Idioma: Mandarim - Formato: CD   | Taiwan: · 60,000+ · Coreia do Sul: · 35,000+ |
| 2014 | Swing - Lançamento: 23 de março 2014 - Idioma: Mandarim - Formato: CD            | Coreia do Sul: 64,405+                       |

### Contribuições em trilhas sonoras
| Título         | Lançamento         | Gravadora   | Canções                                                        |
| -------------- | ------------------ | ----------- | -------------------------------------------------------------- |
| Skip Beat! OST | 2 de março de 2012 | Avex Taiwan | - S.O.L.O - That's Love (Donghae e Henry) - Goodbye? (Zhou Mi) |

## Super Junior-Happy
Os lançamentos a seguir são creditados sobre o nome de Super Junior-Happy, o quarto subgrupo oficial do Super Junior. Formado em 2008, o grupo é formado por Leeteuk, Yesung, Kangin, Shindong, Sungmin e Eunhyuk. As músicas lançadas pelo grupo baseiam-se em nos estilos teen pop e bubblegum pop.

### EPs
| Ano  | Detalhes                                                                           | Vendas                 |
| ---- | ---------------------------------------------------------------------------------- | ---------------------- |
| 2008 | Cooking? Cooking! - Lançamento: 5 de junho de 2008 - Idioma: Coreano - Formato: CD | Coreia do Sul: 24,550+ |

## Super Junior Donghae & Eunhyuk
Os lançamentos a seguir são creditados sobre o nome de Super Junior Donghae & Eunhyuk, o quinto subgrupo oficial do Super Junior. Formado em dezembro de 2011, a dupla é

### Álbuns
| Ano  | Detalhes                                                                              | Melhores posições nas paradas | Melhores posições nas paradas | Vendas          |
| Ano  | Detalhes                                                                              | Coreia do Sul                 | Oricon Charts (Japão)         | Vendas          |
| ---- | ------------------------------------------------------------------------------------- | ----------------------------- | ----------------------------- | --------------- |
| 2014 | Ride Me - Lançamento: 26 de fevereiro de 2014 - Idioma: japonês - Formato: CD, CD+DVD | –                             | 3                             | Japão · 50,152+ |
| 2018 | Style - Lançamento: 8 de agosto de 2018 - Idioma: japonês - Formato: CD, CD+DVD       | –                             | 4                             | Japão · 35,478+ |

### EPs
| Ano  | Detalhes                                                                                              | Melhores posições nas paradas | Melhores posições nas paradas | Vendas                                      |
| Ano  | Detalhes                                                                                              | Coreia do Sul                 | Oricon Charts (Japão)         | Vendas                                      |
| ---- | --- | ----------------------------- | ----------------------------- | ------------------------------------------- |
| 2015 | The Beat Goes On - Lançamento: 9 de março de 2015 - Idioma: coreano - Formato: digital download e CD. | 3                             | –                             | Coreia do Sul: 71,434+                      |
| 2015 | Present - Lançamento: 1 de abril de 2015 - Idioma: japonês - Formato: CD, CD+DVD                      | –                             | 2                             | Japão · 69,142+                             |
| 2018 | Bout You - Lançamento: 18 de agosto de 2018 - Idioma: coreano - Formato: CD, Digital Download         | 1                             | –                             | Japão: · 5,179+ · Coreia do Sul: · 101,147+ |

### Singles
| 2011                                                                                     | Oppa, Oppa (떴다오빠) - Lançamento: 16 de dezembro de 2011 - Idioma: Coreano - Formato: Download digital | 13 | – | –                                          |
| 2012                                                                                     | Oppa, Oppa - Lançamento: 4 de abril de 2012 - Idioma: Japonês - Format: CD, CD+DVD                       | –  | 2 | Japão · 80,500+                            |
| 2013                                                                                     | I Wanna Dance - Lançamento: 19 de junho de 2013 - Idioma: Japonês - Format: CD, CD+DVD                   | 3  | 3 | Japão: · 58,085+ · Coreia do Sul: · 6,298+ |
| "—" indica lançamentos que não figuraram nas paradas ou não foram lançados nessa região. | |    |   |                                            |

## Álbuns de compilação

### SMTown
SMTown é um projeto da SM Entertainment que lança álbuns de compilações de férias. O SMTown consiste de todos os artistas atuais sob a gravadora.
| Título                                | Lançamento             | Idioma  | Gravadora        | Canções |
| ------------------------------------- | ---------------------- | ------- | ---------------- | --- |
| 2006 Summer SMTown                    | 20 de junho de 2006    | Coreano | SM Entertainment | - 1. "Full Sun (Red Sun)" (SMTown) - 3. "Dancing Out" - 10. "Smile!" |
| 2006 Winter SMTown - Snow Dream       | 12 de dezembro de 2006 | Coreano | SM Entertainment | - 1. "Snow Dream" (SMTown) - 3. "Tic! Toc!" - 5. "Just You" (Super Junior-K.R.Y.) |
| 2007 Summer SMTown - Fragile          | 5 de julho de 2007     | Coreano | SM Entertainment | - 2. "Let's Go On a Trip! (SM Town) - 3. "Full of Happiness" - 4. "Eve Warning" (Shindong) - 8. "A Shell Necklace" (Yesung e Ryeowook) - 9. "Under the sea" (Leeteuk, Heechul, Yesung, Kangin, Sungmin, Eunhyuk, Donghae e Ryeowook) |
| 2007 Winter SMTown - Only Love        | 7 de dezembro de 2007  | Coreano | SM Entertainment | - 1. "Only Love" (SM Town) - 4. "First Snow" |
| 2009 Summer SMTown – We Are Shining   | 14 de agosto de 2009   | Coreano | SM Entertainment | - 1. "Seaside" (TVXQ, Super Junior e SHINee) - 4. "Carnival" |
| 2011 Winter SMTown – The Warmest Gift | 13 de dezembro 2011    | Inglês  | SM Entertainment | - 1. "Santa U Are The One" |

### Outros
| Título                           | Lançamento          | Idioma  | Gravadora        |
| -------------------------------- | ------------------- | ------- | ---------------- |
| Sweet memories with Super Junior | 12 de março de 2008 | Japonês | SM Entertainment |
| heart 2 heart with Super Junior  | 13 de março de 2008 | Inglês  | SM Entertainment |